# Luigi Guido
Luigi Guido (Novi Ligure, 5 de marzo de 1968) es un deportista italiano que compitió en judo. Ganó una medalla de bronce en el Campeonato Europeo de Judo de 1992 en la categoría de –95 kg.
Participó en tres Juegos Olímpicos de Verano entre los años 1992 y 2000, su mejor actuación fue un quinto puesto logrado en Sídney 2000 en la categoría de –100 kg.

## Palmarés internacional
| Campeonato Europeo | Campeonato Europeo | Campeonato Europeo | Campeonato Europeo |
| Año                | Lugar              | Medalla            | Categoría          |
| ------------------ | ------------------ | ------------------ | ------------------ |
| 1992               | París (Francia)    | Medalla de bronce  | –95 kg             |